# Nader Engheta
Nader Engheta (em persa: نادر انقطاع) (nascido em 1955 em Teerã) é um cientista iraniano - americano. Ele fez contribuições pioneiras para os campos de metamateriais, óptica de transformação, óptica plasmon, nanofotonica, grafeno fotónica, nano-materiais, óptica em nanoescala, nano-antenas e antenas miniatura, física e engenharia reversa de visão polarizada na natureza, imagem óptica bio-inspirada, entre outros.